# Мейн, Лорн
Лорн Мейн (англ. Lorne Main; 9 июля 1930, Ванкувер — 14 октября 2019, там же) — канадский теннисист-любитель и теннисный тренер. Победитель международного чемпионата Монте-Карло (1954) в одиночном разряде, двукратный победитель международного чемпионата Канады в мужских парах, многократный чемпион Канады в различных возрастных категориях. Игрок, а затем неиграющий капитан сборной Канады в Кубке Дэвиса в конце 1940-х и 1950-е годы. В 1990-е и 2000-е годы один из ведущих игроков ветеранских турниров ITF. Член Зала спортивной славы Британской Колумбии (1975) и Зала теннисной славы Канады (1991).

## Биография
Историк тенниса Бад Коллинз называет Лорна Мейна первым теннисистом, который играл двуручным хватом как справа, так и слева (позже, в соревнованиях ветеранов, он играл одной рукой и открытой, и закрытой ракеткой). Мейн, выигравший своё первое теннисное соревнование в 9 лет, в 1944 году стал чемпионом Британской Колумбии, штатов Вашингтон и Орегон и Тихоокеанского побережья в возрастной категории до 15 лет. К 16 годам он занимал первую строчку в рейтинге канадских юношей и с 1946 по 1948 год был чемпионом Канады в возрастной категории до 18 лет, а в 1949 году стал финалистом взрослого чемпионата Канады.
В 1949 году Мейн поступил в Калифорнийский университет в Беркли на спортивную стипендию и два года выступал за сборную этого вуза. С 1949 года он также начал выступления за сборную Канады в Кубке Дэвиса, представляя Канаду в течение семи сезонов подряд и сыграв за это время в 13 матчах (10 побед в 21 встрече в одиночном разряде и 4 победы в семи парных играх). В эти годы камнем преткновения для канадской команды на финальных этапах Американской зоны становились сборные США и Австралии, представителей которых Мейну не удалось победить ни разу за 11 игр.
В 1951, 1953 и 1954 годах Мейн занимал первое место в рейтинге теннисистов-любителей Канады, а в 1952 году — второе. Он дважды становился победителем международного чемпионата Канады в мужском парном разряде — в 1951 году с Бренданом Маккеном и в 1954 году с Луисом Айялой. 1954 год стал для него наиболее успешным и в одиночной карьере — канадец пробился в третий круг во всех трёх турнирах Большого шлема, в которых участвовал, и стал победителем международного чемпионата Монте-Карло. Мейн остаётся единственным канадским теннисистом, выигравшим в одиночном разряде турнир такого уровня (в XXI веке входит в высшую категорию турниров ATP) за пределами Канады. В 1954 году на его счету были также титулы в Сент-Питерсберге (Флорида) и в Брюсселе. В парном разряде, помимо канадских соревнований, Мейн побеждал в Орландо (США), на Ямайке и в Ирландии; среди его партнёров по титулам были американцы Гилберт Ши и Хэл Берроуз.
В 1951 году Мейн женился; его жену звали Айви. Поскольку любительский теннис не давал средств к существованию, Мейн фактически прекратил выступления после середины 1950-х годов. С 1958 по 1961 год он занимал пост неиграющего капитана сборной Канады, но источником дохода для него стала работа в рекламном отделе газеты Toronto Telegram. Эта работа была сопряжена с частыми банкетами и деловыми обедами с алкоголем, и Мейн начал спиваться. Его жена умерла от алкоголизма в июле 1974 года, а его самого спас друг, приведший его в группу «Анонимных алкоголиков». В октябре 1974 года Мейн навсегда бросил пить, хотя его диета оставалась нездоровой — по собственным словам, он питался в основном батончиками «Mars» и кофе, изредка перемежая их гамбургером.
С 1986 года годов Мейн активно участвовал в теннисных турнирах ветеранов, проводящихся Международной федерацией тенниса (ITF). За следующие три десятилетия он завоевал более 40 титулов чемпиона мира в разных разрядах во всех возрастных категориях от «старше 55 лет» до «старше 85 лет», в 2010 году побив предыдущий рекорд по количеству титулов в ветеранских турнирах. Четыре раза он становился абсолютным победителем чемпионатов мира ITF, побеждая в один год в одиночном и парном разрядах и в командных соревнованиях. Свой последний титул в чемпионатах мира Мейн завоевал в 2015 году в миксте с представляющей Монреаль Рози Аш и завершил выступления в ветеранских турнирах на следующий год. В 2012 году он стал первым лауреатом награды ITF «За выдающиеся достижения в ветеранском теннисе». Более ранние успехи принесли ему к тому времени место в списках Зала спортивной славы Британской Колумбии (с 1975 года) и Зала теннисной славы Канады (с 1991 года).
В эти годы Мейн пребывал в постоянных переездах, не имея домашнего адреса и ночуя в автомобиле. Жильё на время турниров ему предоставляли друзья, которыми он обзавёлся в разных странах. В это время Мейн познакомился с австралийкой Адриенной Авис (также в прошлом игроком высокого уровня, затем перешедшей в ветеранские соревнования), которая стала его подругой в последние 20 лет жизни. В последние годы жизни состояние здоровья Лорна стало ухудшаться. Он умер в октябре 2019 года в возрасте 89 лет, оставив после себя четырёх детей.